# Gameforge AG
Gameforge AG is een Duits softwarebedrijf. Het staat bekend wegens de vele online spellen die het gemaakt heeft. Verreweg de bekendste hiervan zijn OGame en Ikariam. Gameforge maakt met name tekst-gebaseerde browser-spellen, maar ontwikkelt ook MMO's.

## Lijst van spellen geproduceerd door Gameforge
- 4Story
- AirRivals
- BattleKnight
- Bitefight
- DarkPirates
- Gladiatus
- Heropolis
- Ikariam
- Katsuro
- KingsAge
- KnightsDivine
- MetalDamage
- Metin2
- OGame
- Tanoth
- Vendetta
- Warpfire
- WildGuns
- Muteki